# 1937년의 황금광들
《1937년의 황금광들》(Gold Diggers Of 1937)은 미국에서 제작된 로이드 베이컨 감독의 1936년 코미디, 뮤지컬, 멜로/로맨스 영화이다. 딕 포웰 등이 주연으로 출연하였다.

## 출연

### 주연
- 딕 포웰
- 조안 블론델

### 조연
- 글렌다 패럴
- 빅터 무어
- 오스굿 퍼킨스
- 찰스 D. 브라운
- 윌리엄 B. 데이비슨
- 올린 하랜드
- 찰스 할튼
- 폴 어빙
- 해리 C. 브래들리
- 조셉 크레핸
- 수잔 플레밍

## 기타
- 원작자: 리처드 메이범
- 원작자: 마이클 월리스
- 협력프로듀서: 얼 볼드윈
- 의상: 오리 켈리